# Kanton Écouen
Kanton Écouen is een voormalig kanton van het Franse departement Val-d'Oise. Kanton Écouen maakte deel uit van het arrondissement Sarcelles en telde 29 912 inwoners (1999). Het werd opgeheven bij decreet van 17 februari 2014 met uitwerking in maart 2015.

## Gemeenten
Het kanton Écouen omvatte de volgende gemeenten:
- Écouen (7.084 inwoners) (hoofdplaats)
- Ézanville (8.825 inwoners)
- Le Mesnil-Aubry (757 inwoners)
- Le Plessis-Gassot (74 inwoners)
- Piscop (632 inwoners)
- Saint-Brice-sous-Forêt (12.540 inwoners)